# Herman Geraats
Herman Geraats (Tegelen, 3 maart 1934 – Tegelen, 12 oktober 2013) was een voormalig Nederlands voetballer.
Geraats was jarenlang een vaste waarde en aanvoerder van SC Irene dat uitkwam in de Eerste klasse, destijds het hoogste amateurniveau van Nederland. In 1961 werd de Tegelenaar voor geselecteerd voor het Nederlands amateurvoetbalelftal. Hij maakte in 1962 een eenjarig uitstapje naar het betaald voetbal. Zo maakte de 28-jarige stopperspil op 2 september 1962 zijn profdebuut in een thuiswedstrijd van VVV tegen Go Ahead (2-2). In het seizoen 1962-63 speelde Geraats 18 competitiewedstrijden voor de Venlose eerstedivisionist. Daarna keerde hij weer terug naar SC Irene. Hij overleed in 2013 op 79-jarige leeftijd.

## Statistieken
| Seizoen         | Club            | Competitie      | Competitie | Competitie | Beker | Beker | Overige | Overige | Totaal | Totaal |
| Seizoen         | Club            | Competitie      | Wed.       | Dlp.       | Wed.  | Dlp.  | Wed.    | Dlp.    | Wed.   | Dlp.   |
| --------------- | --------------- | --------------- | ---------- | ---------- | ----- | ----- | ------- | ------- | ------ | ------ |
| 1962/63         | VVV             | Eerste divisie  | 18         | 0          | 2     | 0     | —       | —       | 20     | 0      |
| Carrière totaal | Carrière totaal | Carrière totaal | 18         | 0          | 2     | 0     | 0       | 0       | 20     | 0      |